# Anaysi Hernández

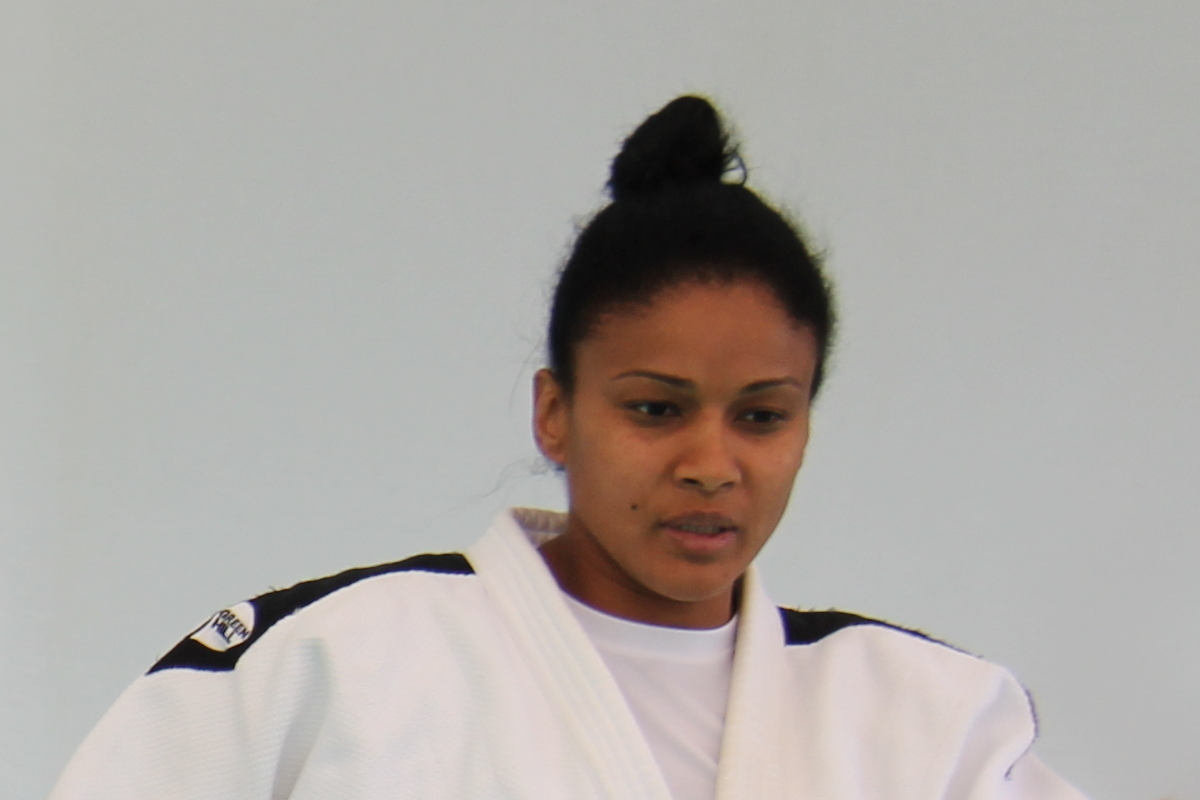
Anaysi Hernández, 2018

Anaysi Hernández (* 30. August 1981) ist eine kubanische Judoka.
Bei den Olympischen Sommerspielen 2008 gewann Hernández die Silbermedaille in der 70-kg-Klasse. Sieben Jahre vorher gewann sie 2001 bei den Weltmeisterschaften in München in der 63-kg-Klasse die Bronzemedaille.